# ASPTT Mulhouse Volley-Ball 2018-2019
Questa voce raccoglie le informazioni riguardanti l'ASPTT Mulhouse Volley-Ball nelle competizioni ufficiali della stagione 2018-2019.

## Organigramma societario
Area direttiva
- Presidente: Daniel Braun

Area tecnica
- Allenatore: Magali Magail
- Allenatore in seconda: Christophe Magail

## Rosa
| N° | Nome                  | Ruolo | Data di nascita  | Nazionalità sportiva |
| -- | --------------------- | ----- | ---------------- | -------------------- |
| 1  | Bojana Marković       | S     | 20 giugno 1990   | Serbia               |
| 2  | Alexandra Frantti     | S     | 3 marzo 1996     | Stati Uniti          |
| 3  | Ol'ha Trač            | C     | 15 novembre 1988 | Ucraina              |
| 4  | Carli Snyder          | S     | 30 aprile 1996   | Stati Uniti          |
| 5  | Ciara Michel          | C     | 2 luglio 1985    | Regno Unito          |
| 6  | Raymariely Santos     | P     | 13 aprile 1992   | Porto Rico           |
| 7  | Manon Jaegy           | L     | 25 ottobre 2001  | Francia              |
| 8  | Lisa Jeanpierre       | S     | 28 luglio 1999   | Francia              |
| 9  | Léa Soldner           | L     | 10 febbraio 1996 | Francia              |
| 10 | Hayley Spelman        | S/O   | 11 giugno 1991   | Stati Uniti          |
| 11 | Katarina Budrak       | S     | 5 febbraio 1998  | Montenegro           |
| 12 | Athīna Papafōtiou     | P     | 23 agosto 1989   | Grecia               |
| 13 | Elyssa Lajmi          | S     | 11 agosto 2002   | Francia              |
| 14 | Aurélia Ebatombo      | O     | 1º ottobre 1998  | Francia              |
| 16 | Léandra Olinga-Andela | C     | 12 agosto 1997   | Camerun              |
| 17 | Laura Dreyer          | C     | 26 agosto 1999   | Francia              |
| 18 | Anastasia Guerra      | S     | 15 ottobre 1996  | Italia               |